# Paolo Troubetzkoy
Paolo Troubetzkoy ou Pável Petróvich Trubetzkói (cirílico russo, Павел Петрович Трубецкой, Verbania, 15 de Fevereiro de 1866 - Novara, 12 de Fevereiro de 1938) foi um escultor e pintor russo nascido em Itália. George Bernard Shaw descreveu-o como "o escupltor mais surpreendente dos tempos modernos."
Uma das suas obras mais famosas é a estátua equestre monumental de Alexandre III da Rússia.
Fez bustos de George Bernard Shaw, Auguste Rodin e de Anatole France. Fez ainda pequenas estatuas do escritor russo Liev Tolstói.
Era vegetariano, como Tolstói, e a filha do escritor contou que ele tinha no seu estúdio de S. Petesburgo um urso, uma raposa, um cavalo e um lobo vegetariano.
Foi influenciado por Auguste Rodin.